# Polistes lineonotus
Polistes lineonotus är en getingart som beskrevs av Richard Mitchell Bohart 1949. Polistes lineonotus ingår i släktet pappersgetingar, och familjen getingar. Inga underarter finns listade i Catalogue of Life.